# Neolosbanus palgravei
Neolosbanus palgravei är en stekelart som först beskrevs av Girault 1922.  Neolosbanus palgravei ingår i släktet Neolosbanus och familjen Eucharitidae. Inga underarter finns listade i Catalogue of Life.